# Seleção Camaronesa de Rugby Union
A Seleção Camaronesa de Rugby Union é a equipe que representa Camarões em competições internacionais de Rugby Union.

## Ligações Externas
- http://rugbydata.com/cameroon